# Úbeda
Úbeda (arapski: أُبَّدَة الْعَرَب, Ubbada al-`Arab) je grad u provinciji Jaen španjolske autonomne zajednice Andaluzije. Zajedno sa susjednim gradom Baezom uživao je naklonost bogatih obitelji koje su izgradile brojne renesansne palače i crkve koje su izvrsno sačuvane. God. 2003. njihova povijesna središta su upisana na UNESCO-ov popis mjesta svjetske baštine u Europi.
Úbeda je jedno od najvažnijih naselja pokrajine Jaén i središte općine Loma de Úbeda. U njoj se nalazi oblasna bolnica, sveučilište, zgrade lokalne uprave, te općinski sud. Úbeda je poljoprivredno središte pokrajine kao jedan od najvećih proizvođača maslinovog ulja. Malo izvan grada nalazi se park prirode Sierra de Cazorla, Segura y las Villas.
Svake godine u svibnju održava se glazbeni i plesni festival koji uključuje jazz, flamenco, te simfonijsku i komornu glazbu.

## Povijest
Nedavnim arheološkim istraživanjima pronađeni su slojevi pred-rimskog naselja u Úbedi, oni slojevi koje su napravili Rimljani i Vizigoti. Tijekom muslimanskog osvajanja Iberijskog poluotoka, ovo naselje je postalo važnim gradom Ubbadat-Al-Arab (أُبَّدَة الْعَرَب), prijestolnicom pokrajine Jaén koja se tada prostirala na više od 35.000 hektara.
Tijekom rekonkviste Ferdinand III. Kastiljski ("Sveti") je 1233. godine grad oteo od muslimanskih vladara i jedno vrijeme su u njemu u suživotu živjeli i Muslimani, Židovi i Kršćani. Tijekom toga razdoblja područje grada Úbeda se povećalo i uključivalo je područje od grada Torres de Acúna (Granada) do grada Santisteban del Puerto, uključujući gradove kao što su Albánchez de Úbeda, Huesa, Canena, Cabra del Santo Cristo i Quesada (Torreperogil). Sukobi lokalnih plemića u 14. i 15. stoljeću su otežavali njegov razvoj, no te sukobe su okončali kršćanski vladari Kastilje koji gradu daju određene privilegije, s obzirom na to da se nalazio na granici muslimanske Granade i kršćanskog kraljevstva Kastilja-La Mancha. Prije svega naselili su stanovništvo iz Leóna i Kastilje, a osnovano je i upravno vijeće "Fuero de Cuenca" od srednjeg plemstva, koje se borilo za dvorsku službu.
Úbeda je počela prosperirati usponom lokalnih plemića poput Francisca de los Cobosa koji je postao državnim premijerom Karla V. Tijekom 16. stoljeća Mudéjar stanovništvo je ostvarilo procvat poljoprivrede, te obrta lončarstva i esparto (snažna trava) pletarstva, što je dovelo do porasta broja stnovnika od preko 18.000. U gradu tada niču mnoge znamenite građevine arhitekata kao što su: Diego de Siloé, Berruguete, i Andres de Vandelvira.
Zlatno doba grada je završilo tijekom 18. stoljeća, nakon nekoliko prirodnih katastrofa. Grad se pokušao oporaviti, ali je obnovu spriječio Španjolski rat za neovisnost protiv Napoleona početkom 19. stoljeća. Tek koncem istog stoljeća grad se počinje obnavljati zahvaljujući uvođenju novina u poljoprivredi i industrijskoj proizvodnji.

## Znamenitosti
U gradu se nalazi 48 spomenika i još oko 100 građevina od povijesnog i umjetničkog značaja, od kojih su gotovo svi u renesansnom stilu. God. 1975. dobili su priznanje od Vijeća Europe kao jedinstveni primjer Renesansnog grada, a 2003. godine postali su UNESCO-ova svjetska baština, zajedno s povijesnim središtem grada Baeza.
Najznamenitiji je monumentalni gradski trg Vázquez de Molina koji je okružen renesansnim građevinama kao što su:
- Palača vijenaca (Palacio de las Cadenas) nazvana po ukrasnom frizu u obliku lanca na njenom pročelju.
- Gospina crkva kraljevskog Alcázaresa (Iglesia de Santa María de los Reales Alcázares) koja je izgrađena preko maurske džamije, u više stilova (gotika, renesansa, barok), a zbog oštećenja tijekom Španjolskog građanskog rata je zatvorena i još traje njena obnova.
- Spasiteljeva kapela (Capilla del Salvador) koja je mauzolej lokalnih plemića, a ima dekorativnu metalnu pregradu koju je izradio kovač Bartolomé de Jaen.
- Bolnica sv. Jakova (Hospital de Santiago) arhitekta Vandelvira iz kasnog 16. stoljeća ima kvadratični zvonik i otmjeno renesansno dvorište; danas je Gradska vijećnica.
- Biskupska palača iz 16. stoljeća u kojoj je danas smješten Hotel Parador.

- Stara vijećnica
- Oratorij sv. Ivana od Križa
- Crkva sv. Pavla
- Gotički portal Crkve sv. Nikole Barijskog
- Crkva sv. Trojstva
- Biskupska palača i zatvor
- Palača Cadenas
- Palača Velas Cobos
- Atrij palače Déan Ortega
- Atrij palače Casa de las Torres

## Gradovi prijatelji
- Chiclana de la Frontera, Španjolska
- Lège-Cap-Ferret, Francuska